# Coy (Arkansas)
Coy es un pueblo ubicado en el condado de Lonoke en el estado estadounidense de Arkansas. En el Censo de 2010 tenía una población de 116 habitantes y una densidad poblacional de 66,35 personas por km².

## Geografía
Coy se encuentra ubicado en las coordenadas 34°32′26″N 91°52′16″O / 34.54056, -91.87111. Según la Oficina del Censo de los Estados Unidos, Coy tiene una superficie total de 1.75 km², de la cual 1.75 km² corresponden a tierra firme y (0%) 0 km² es agua.

## Demografía
Según el censo de 2010, había 116 personas residiendo en Coy. La densidad de población era de 66,35 hab./km². De los 116 habitantes, Coy estaba compuesto por el 86.21% blancos y el 13.79% eran afroamericanos. Del total de la población el 2.59% eran hispanos o latinos de cualquier raza.